# Michiel Jonckheere
Michiel Jonckheere, né le 3 janvier 1990 à Ostende en Belgique, est un footballeur et entraîneur belge qui joue au poste de milieu de terrain. Il est actuellement l'entraîneur du KV Courtrai.

## Biographie

### Reconversion comme entraîneur
Le 27 mai 2025, il succède à Bernd Storck comme entraîneur principal du KV Courtrai.

## Palmarès

### En club
|  |  | KV Ostende - Championnat de Belgique de deuxième division (1) : - Champion : 2013. |

## Vie privée
Michiel Jonckheere est le cousin de Jelle Bataille, également footballeur professionnel.